# Fátima Langa
Pour les articles homonymes, voir Langa.
Fátima Langa, née le 24 juin 1953 à Bahanane dans le district de Manjacaze et morte le 25 juin 2017 à Maputo, est une écrivaine, poète et journaliste mozambicaine, auteure de contes et d'ouvrages pour la jeunesse.

## Biographie
Née dans une famille nombreuse, aînée de dix enfants, Fátima José Correia Langa ne parle que le chopi jusqu'à l'âge de six ans. Elle apprend le portugais à l'école primaire, poursuit sa scolarité à Xai-Xai, puis à Maputo. Dès l'enfance elle a l'habitude de raconter à la veillée des histoires dans sa langue maternelle, mais n'envisage jamais de les publier.
C'est Lília Momplé qui l'encourage à se tourner vers la littérature. Lorsqu'en 1986 l'UNESCO organise le  concours Três Contos de Três Mulheres, Fátima Langa remporte le second prix avec A Morte da Bela Acácia. En 2004 elle publie son premier recueil de contes, Uma Jibóia no  Congelador. Elle continue alors à proposer ses contes et ses poèmes à plusieurs journaux et magazines.
Elle participe également à divers événements culturels, nationaux et internationaux. Elle est membre de l'Association des écrivains mozambicains (AEMO) et fonde Muchefa, une association de femmes chefs de famille qui apporte son soutien aux femmes et aux enfants défavorisés, particulièrement aux victimes du SIDA.
En 2010, à l'âge de 57 ans, elle s'inscrit à l'université Eduardo Mondlane où elle obtient une licence de journalisme.
Alors qu'elle s'apprête à fêter son 64e anniversaire, elle est subitement souffrante et doit être hospitalisée. Elle meurt quelques heures plus tard,le 25 janvier 2017.
Fátima Langa avait deux enfants et de nombreux petits-enfants.

## Œuvre
Ses ouvrages sont publiés en portugais et parfois dans plusieurs langues locales (chopi, makua, chuwabu, makonde), également en braille.
À trois exceptions près, ses livres pour la jeunesse, abondamment illustrés, mettent en scène des animaux aux traits anthropomorphiques. Les histoires, ancrées dans la vie quotidienne, se veulent pédagogiques, mais non moralisatrices.
- 2004 : Uma Jibóia no Congelador
- 2006 : Vhembeleti e outros
- 2012 : O rapaz e a raposa
- 2013 : O coelho e a água
- 2014 : O leão, a mulher e a criança
- 2015 : O galo e o coelho
- 2015 : A gazela, o carneiro e o coelho
- 2015 :  Ndinema e o final de ano
- 2016 : Memórias de uma enfermeira